# Forward looking infrared

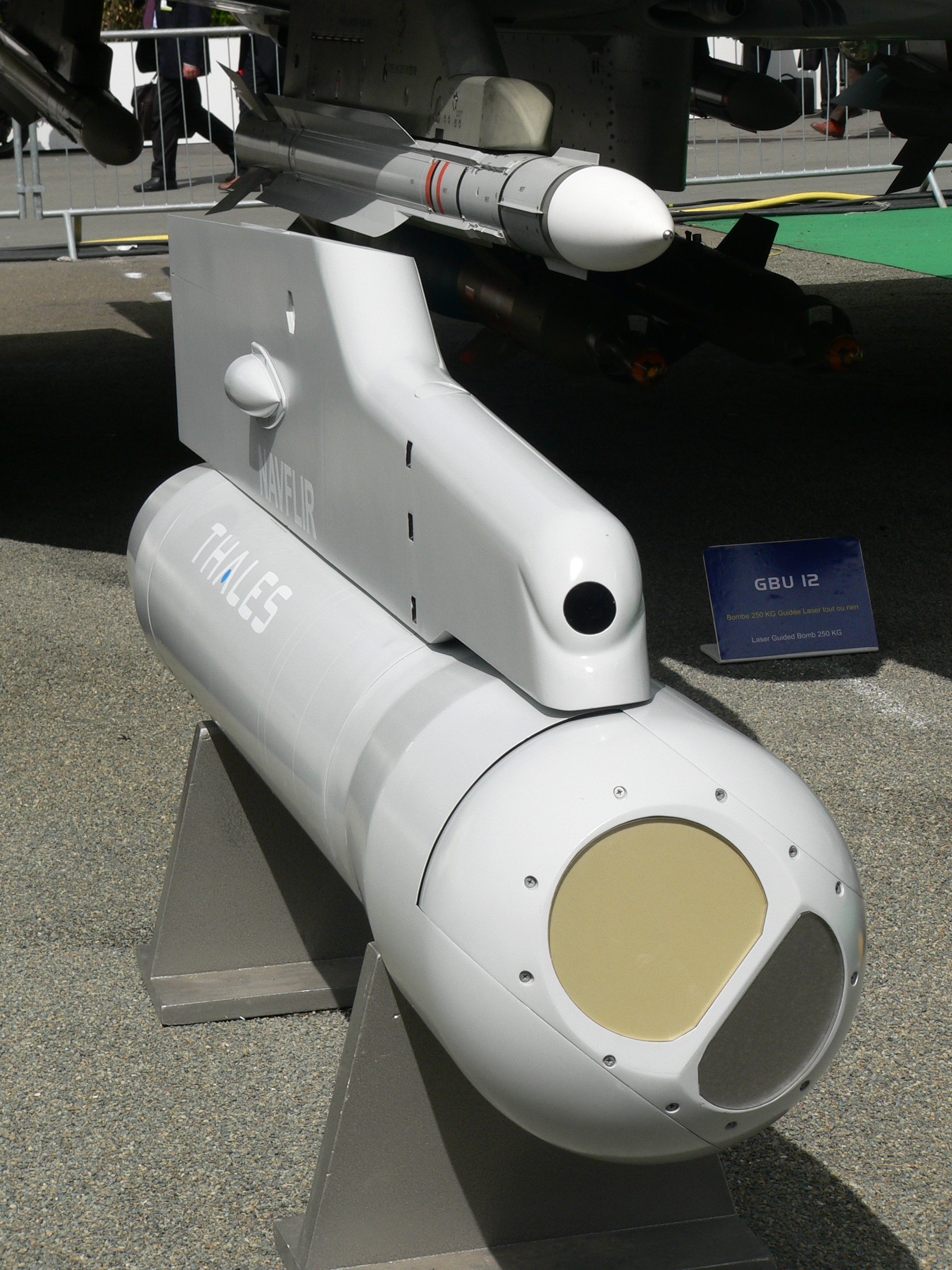
Pod per la navigazione utilizzando l'infrarosso (NAVFLIR) della Thales.

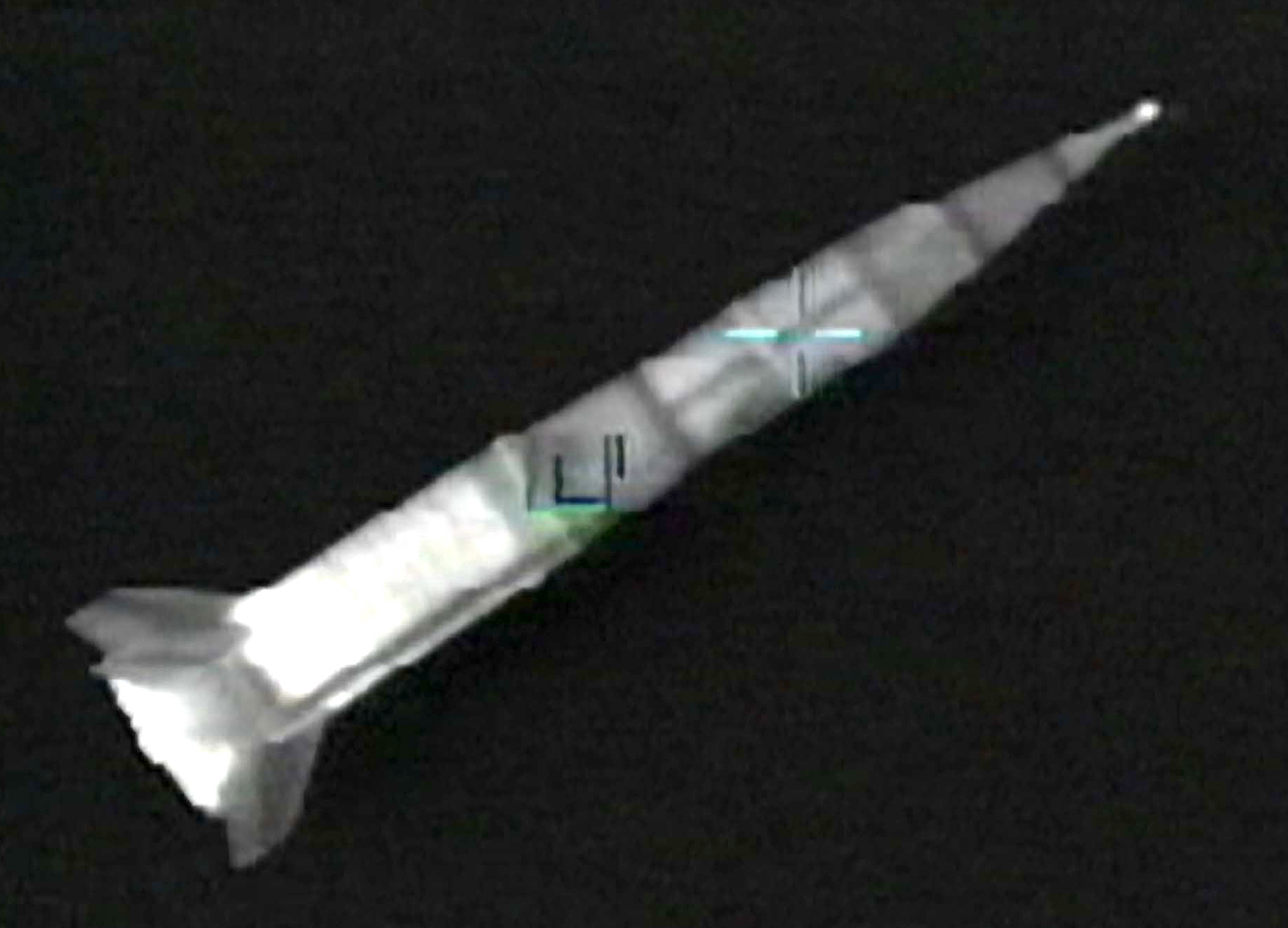
Immagine del bersaglio ripresa poco prima dell'impatto dal FLIR del sistema di guida del missile anti-balistico RIM-161 Standard Missile 3.

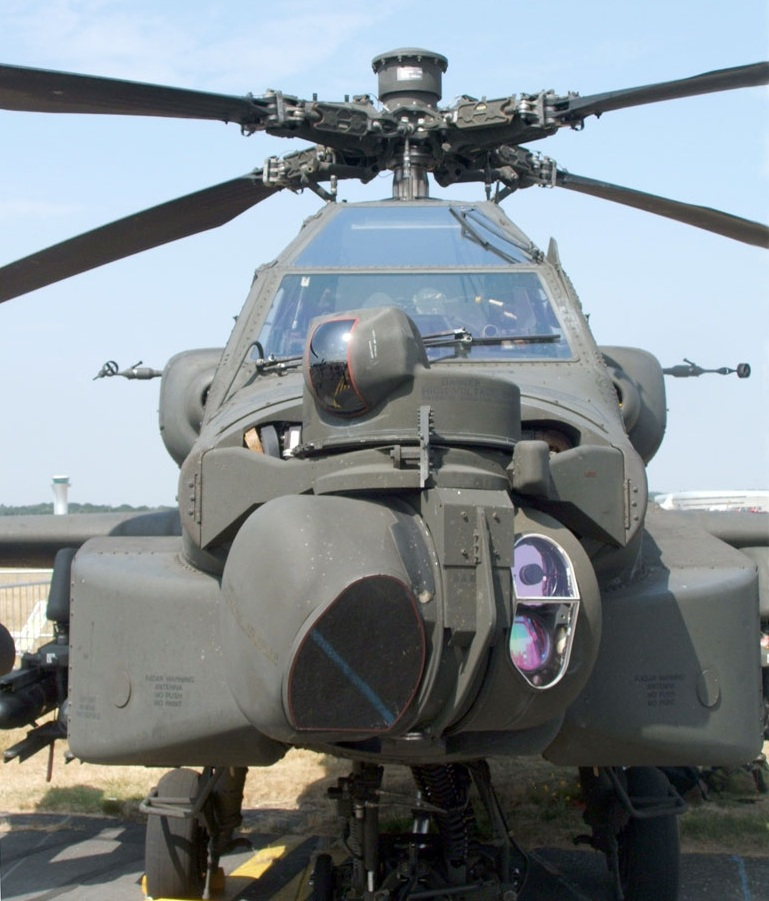
Sensori installati sul muso di un Boeing AH-64 Apache.

Forward looking infrared spesso abbreviato in "FLIR" è una tecnologia di visione che si basa sulla rilevazione della radiazione infrarossa.
I FLIR sono sensibili alla radiazione termica e la utilizzano per creare immagini successivamente inviate a una uscita video. Per questa ragione, possono essere usati dai piloti e conducenti in genere per guidare i loro mezzi di notte, con la nebbia o per individuare oggetti caldi sullo sfondo di altri più freddi in condizioni di completa oscurità, come nel caso di una notte nuvolosa e senza luna. È da notare che le lunghezze d'onda degli infrarossi che i FLIR attuali sono in grado di visualizzare, sono ben differenti da quelle dei sistemi di visione notturna propriamente detta e che operano nello spettro visibile e nell'"infrarosso vicino" (da 1 a 2 micrometri).
Per la tecnologia attuale, ci sono due bande principali nell'infrarosso: la banda onda lunga (LWIR) e la banda onda media (MWIR). I moderni sensori nell'infrarosso nella banda onda lunga (con classificazione astronomica a volte detto "infrarosso lontano"), operano da 8 a 12 micrometri e possono discriminare fonti di calore come parti calde dei motori o parti del corpo umano, ma solo a pochi chilometri di distanza. A distanze maggiori, la visualizzazione è resa più difficile, perché la radiazione infrarossa è soggetta a fenomeni di assorbimento, scattering e rifrazione causati dall'atmosfera o dal vapore acqueo. I FLIR di tipo LWIR di norma necessitano che il sensore sia raffreddato criogenicamente, sebbene esistono modelli meno sensibili che non lo richiedono.
I sensori che operano tra i 3 e i 5 micrometri sono invece chiamati banda media (MWIR) e hanno prestazioni migliori in termini di distanza, perché a quelle lunghezze d'onda si hanno minori fenomeni di assorbimento per il vapore acqueo. DI contro, questi dispositivi generalmente richiedono componenti più costosi e il raffreddamento criogenico.
Molti sistemi FLIR utilizzano tecniche di elaborazione digitale per migliorare la qualità delle immagini. Gli elementi di questi sensori spesso hanno livelli di sensibilità molto variabili da pixel a pixel, a causa dell'attuale limite tecnologico nella capacità di riprodurre elementi uguali, insito nei processi di costruzione. Per porre rimedio, il livello di risposta di ogni pixel viene misurato in fabbrica, viene calcolata la legge di risposta, che molto spesso si verifica essere lineare, ed elettronicamente si memorizza sotto forma di mappa di calibrazione da utilizzare per l'elaborazione prima della presentazione a video.
I FLIR, come per esempio quelli del TADS/PNVS, sono spesso utilizzati sulle navi, aerei, elicotteri, e veicoli militari in genere. Esistono infatti tre grandi vantaggi nell'uso bellico di queste tecnologie: per prima cosa è quasi impossibile per l'osservato risalire all'osservatore, in quanto questi sensori rivelano energia già disponibile e chi li usa non deve illuminare il bersaglio. In secondo luogo, i FLIR sono sensibili al calore che sfugge agli accorgimenti convenzionali di camuffamento utilizzati dai militari. In ultimo, gli infrarossi sono rilevabili anche attraverso il fumo, nebbia, foschia e altri fenomeni atmosferici meglio della luce visibile. Di contro, è difficile distinguere tra amici e nemici utilizzando le immagini generate dai FLIR, cosa che ha portato a incidenti di "fuoco amico".

## Origine del termine FLIR
Il termine "forward looking" (dall'inglese "guarda avanti") è utilizzato per distinguere i FLIR dai sistemi a scansione laterale (in inglese "sideways tracking infrared systems" o "pushbroom"). Questi ultimi sono tipicamente installati su aerei o satelliti artificiali. Sono normalmente costituiti da una sola fila di pixel che utilizza il movimento dell'aereo o del satellite per eseguire la scansione dell'immagine. Questa tecnologia non può essere utilizzata per generare immagini in tempo reale e può riprendere immagini solo lungo la perpendicolare alla direzione del moto. Questa tecnica è stata resa obsoleta dalla evoluzione dei sistemi "forward looking".

## Utilizzi dei FLIR
- Sorveglianza di persone;
- monitoraggio delle temperature dei bacini idrografici e monitoraggi in genere di ambienti selvatici;
- individuazione delle fughe di calore o dei difetti nell'isolamento termico nei fabbricati con lo scopo di ridurre il consumo di energia di tipo HVAC;
- scoperta e inseguimento di bersagli per gli aerei militari;
- pilotaggio di aeromobili in condizioni di bassa visibilità (IFR);
- allerta agli automobilisti per l'attraversamento di animali selvatici lungo le strade;
- individuazione di sopravvissuti attraverso fumo e muri o dei focolai durante le operazioni di spegnimento degli incendi;
- operazioni di ricerca e salvataggio nel caso di persone disperse, specialmente in mare o nei boschi.
- individuazione di fughe di gas;
- controllo della attività dei vulcani;
- individuazione di anomalie dei contatti elettrici, attraverso lo studio del calore generato.

## Costi
Il costo in un sistema FLIR è notevolmente diminuito negli anni. I sensori di generazione precedente utilizzavano degli specchi rotanti per effettuare la scansione, a causa della piccola superficie sensibile disponibile. I sistemi di nuova generazione non utilizzano più questa tecnica e la semplificazione aiuta a ridurre i costi.